# ۱٬۱-بیس (دی‌فنیل‌فسفینو) متان
۱،۱-بیس(دی‌فنیل‌فسفینو)متان (به انگلیسی: 1,1-Bis(diphenylphosphino)methane) با فرمول شیمیایی C۲۵H۲۲P۲ یک ترکیب شیمیایی است. که جرم مولی آن ۳۸۴٫۳۹ g/mol می‌باشد. شکل ظاهری این ترکیب، پودر سفید or crystalline powder است.